# Roger Vonlanthen
Pour les articles homonymes, voir Vonlanthen.
Roger Vonlanthen, né le 5 décembre 1930 et mort en juillet 2020 à Onex, est un joueur, puis un entraîneur suisse de football.

## Biographie
Roger Vonlanthen a notamment joué à l'Inter de Milan et au Grasshoper de Zurich. Il se marie à une Italienne en 1961 et a deux enfants. Il meurt en juillet 2020 à l'âge de 89 ans mais son décès n'est connu qu'en mars 2021.

## Clubs

### En tant que joueur
- 1951-1955 : Grasshopper Zurich ( Suisse)
- 1955-1957 : Inter Milan ( Italie)
- 1957-1959 : Alessandria Calcio ( Italie)
- 1959-1961 : Grasshopper Zurich ( Suisse)
- 1961-1963 : FC Lausanne-Sport ( Suisse)
- 1963-1966 : Servette FC ( Suisse)

### En tant qu'entraîneur
- 1966 : Servette FC ( Suisse)
- 1967-1972 : FC Lausanne-Sport ( Suisse)
- 1976-1977 : CS Chênois ( Suisse)
- 1977-1979 : Equipe Nationale Suisse ( Suisse)

## Équipe nationale
- 27 sélections, 8 buts
- Il fut le dernier joueur titulaire vivant de l'équipe nationale qui se hissa en 1954 en quarts de finale de la Coupe du monde lors du match mémorable perdu contre l'Autriche 5 à 7 à Lausanne.
- Entraîneur national du 27 janvier 1977 au 21 avril 1979